# Rosalie River
Der Rosalie River ist ein Fluss an der Küste im Osten von Dominica im Parish Saint David.

## Geographie
Der Rosalie River ist im Grunde genommen nur der Unterlauf des stark verzweigten Flusssystems von Rosalie im Osten von Dominica. Bei Morne George/Tantie münden die Flüsse Brown’s River, Clarke’s River und Stuarts River zusammen und bilden den Rosalie River. Von da an erstreckt sich der Fluss nur über 3 km nach Osten bis zur Mündung in die Rosalie Bay. In diesem kurzen Verlauf erhält er noch Zufluss von O’Hara River (rechts, S) aus Grand Fond und von New Town River (links, N) von New Town, kurz vor der Mündung.
Das Einzugsgebiet liegt zwischen den Einzugsgebieten von Castle Bruce River, Saint Sauveur River (N) und Ravine Ma Robert (S). Die steilen Osthänge des Morne Trois Pitons bilden die natürlich Grenze im Westen.